# Артемида-2
«Артемида-2» (англ. Artemis 2, официально Artemis II с римской цифрой в названии) — запланированная НАСА первая пилотируемая экспедиция космического корабля «Орион», который предполагается запустить с помощью сверхтяжёлой ракеты-носителя Space Launch System (рус. Система космических запусков). Цель экспедиции — облёт Луны. Запуск корабля запланирован на апрель 2026 года.
Корабль «Орион» проведёт около 10 дней в космосе.
В рамках следующей экспедиции «Артемида-3» планируется первая по программе высадка астронавтов на Луну. В четвёртую экспедицию — «Артемида-4» запланировано доставить четырёх астронавтов на окололунную станцию «Gateway», а также высадить экипаж на поверхность Луны.

## Обзор экспедиции
В 2017 году планировалось, что экспедиция, помимо пилотируемого облёта Луны кораблём «Орион», совершит вывод первого модуля создаваемой окололунной станции Gateway, в дальнейшем планы были пересмотрены. Ранее одним из первоначальных планов предполагалось, что пилотируемый космический корабль совершит экспериментальный облёт захваченного астероида на окололунной орбите. Событие может произойти впервые с декабря 1972 года, когда люди в последний раз покинули околоземную орбиту на корабле «Аполлон-17».
В конце 2018 года было завершено производство корпуса капсулы «Орион» для «Артемиды-2».
Экипаж предположительно будет состоять из трёх астронавтов США и одного канадца.

## Дата запуска
Во время предварительных обзоров в 2011 году дата запуска была помещена где-то между 2019 и 2021 годами, но впоследствии дата запуска была перенесена на 2023 год на ракете-носителе Space Launch System (SLS). По состоянию на декабрь 2022 года запуск экспедиции планировался на май 2024 года. В марте 2023 запуск был перенесён на ноябрь 2024. В январе 2024 года НАСА заявила о переносе даты запуска.
| По состоянию на (месяц, год): | По состоянию на (месяц, год): | Планируемая дата запуска | Планируемая дата запуска |
| Месяц                         | Год                           | Месяц                    | Год                      |
| ----------------------------- | ----------------------------- | ------------------------ | ------------------------ |
| июль                          | 2011                          | август                   | 2021                     |
| март                          | 2015                          | 2026                     | 2026                     |
| март                          | 2015                          | 2021                     | 2021                     |
| сентябрь                      | 2015                          | апрель                   | 2023                     |
| декабрь                       | 2016                          | август                   | 2021                     |
| апрель                        | 2017                          | 2023                     | 2023                     |
| сентябрь                      | 2017                          | 2022                     | 2022                     |
| март                          | 2018                          | 2023                     | 2023                     |
| январь                        | 2019                          | 2022                     | 2022                     |
| январь                        | 2019                          | июнь                     | 2022                     |
| март                          | 2019                          | 2023                     | 2023                     |
| ноябрь                        | 2019                          | октябрь-декабрь          | 2022                     |
| май                           | 2020                          | 2023                     | 2023                     |
| июль                          | 2020                          | август                   | 2023                     |
| июнь                          | 2021                          | июнь                     | 2023                     |
| ноябрь                        | 2021                          | май                      | 2024                     |
| март                          | 2023                          | ноябрь                   | 2024                     |
| январь                        | 2024                          | сентябрь                 | 2025                     |
| декабрь                       | 2024                          | апрель                   | 2026                     |

## Вторичная полезная нагрузка
В рамках инициативы по запуску кубсатов в 2019 году НАСА запросило предложения от учреждений и компаний США о запуске своих кубсатов в качестве дополнительной полезной нагрузки на борту SLS в рамках экспедиции «Артемида-2». НАСА приняло бы предложения для 12 кг (26 фунтов) и для 20 кг (44 фунта). Как и в случае с экспедицией «Артемида-1», кубсаты, находящиеся в качестве дополнительной полезной нагрузки Artemis II, должны были быть установлены на внутренней стороне переходного кольца ступени между разгонным блоком SLS и космическим кораблем «Орион», и будут отделены после отделения Orion. Первоначально планировалось, что выборы будут сделаны к февралю 2020 года, но прошли без официального объявления. В октябре 2021 года из-за переноса даты запуска НАСА отказалось от всей дополнительной полезной нагрузки.

## Траектория

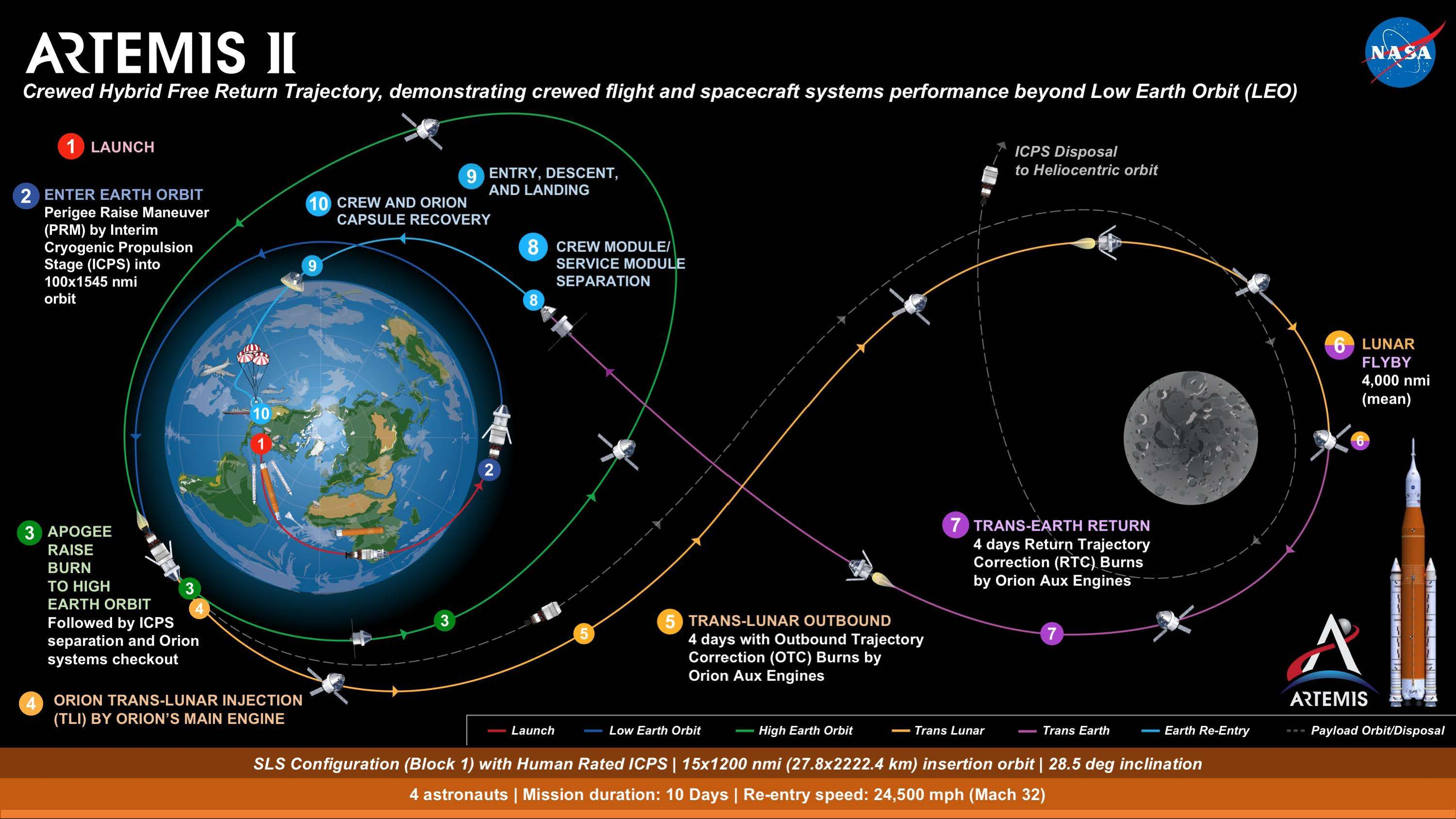
Планируемая траектория полёта «Артемиды-2»

## Экипаж

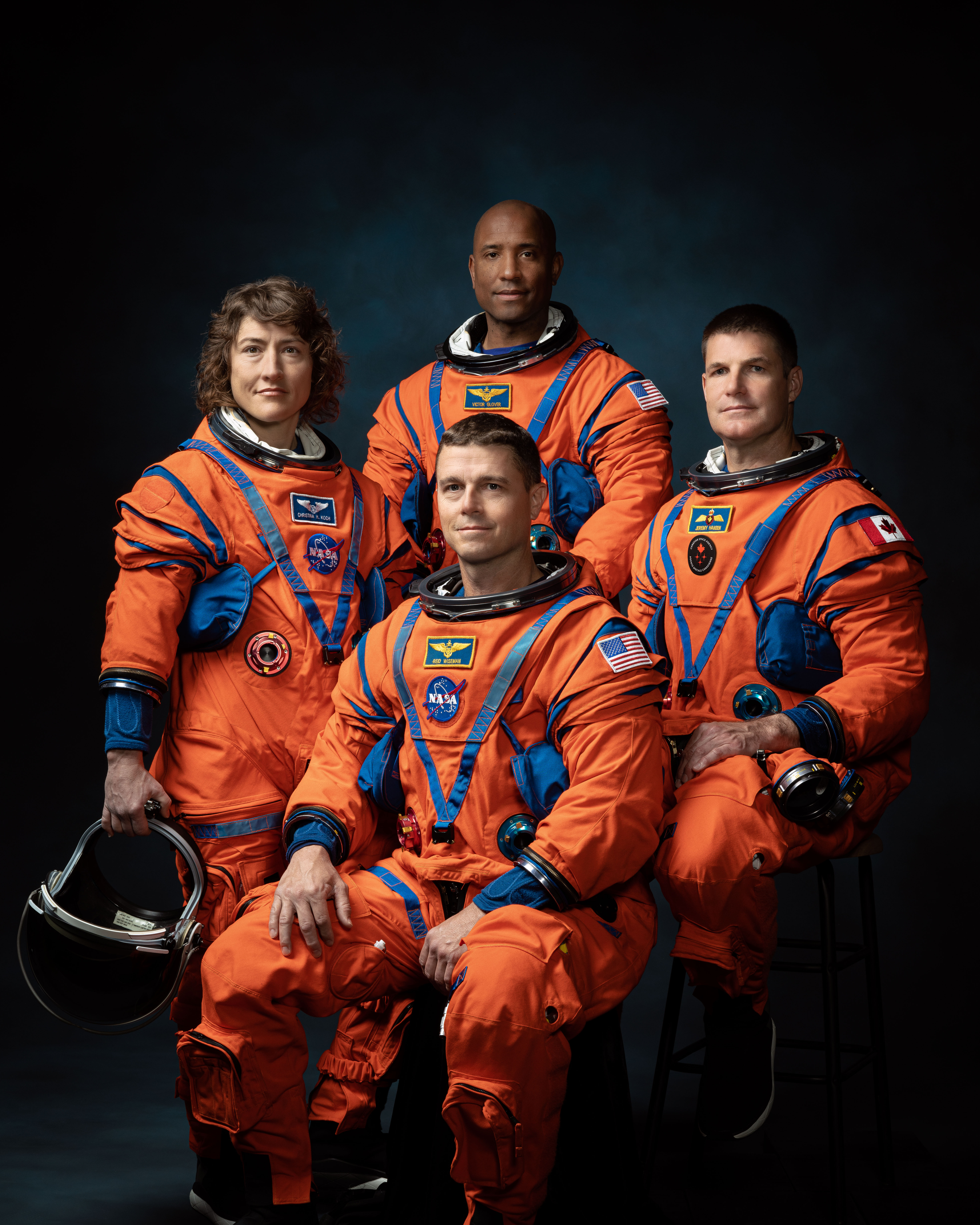
Экипаж «Артемиды-2»

Ещё до объявления состава экапажа экспедиции было известно, что в состав экипажа «Артемиды-2» из четырёх человек будет входить астронавт Канадского космического агентства (CSA), первый канадец, который совершит путешествие за пределы низкой околоземной орбиты в соответствии с условиями договора 2020 года между США и Канадой. В более поздних экспедициях будут участвовать международные экипажи, в том числе европейские и азиатские астронавты.
3 апреля 2023 года НАСА объявило имена экипажа.
| Астронавт       | Астронавт   | Астронавт   | Астронавт             | Обязанности       |
| Инициалы        | Государство | Государство | Космическое агентство | Обязанности       |
| Инициалы        | Флаг страны | Страна      | Космическое агентство | Обязанности       |
| --------------- | ----------- | ----------- | --------------------- | ----------------- |
| Грегори Уайсмен | Флаг США    | США         | НАСА                  | Командир          |
| Виктор Гловер   | Флаг США    | США         | НАСА                  | Пилот             |
| Кристина Кук    | Флаг США    | США         | НАСА                  | Специалист полёта |
| Джереми Хансен  | Флаг Канады | Канада      | ККА                   | Специалист полёта |

## Состав

### Ракета-носитель

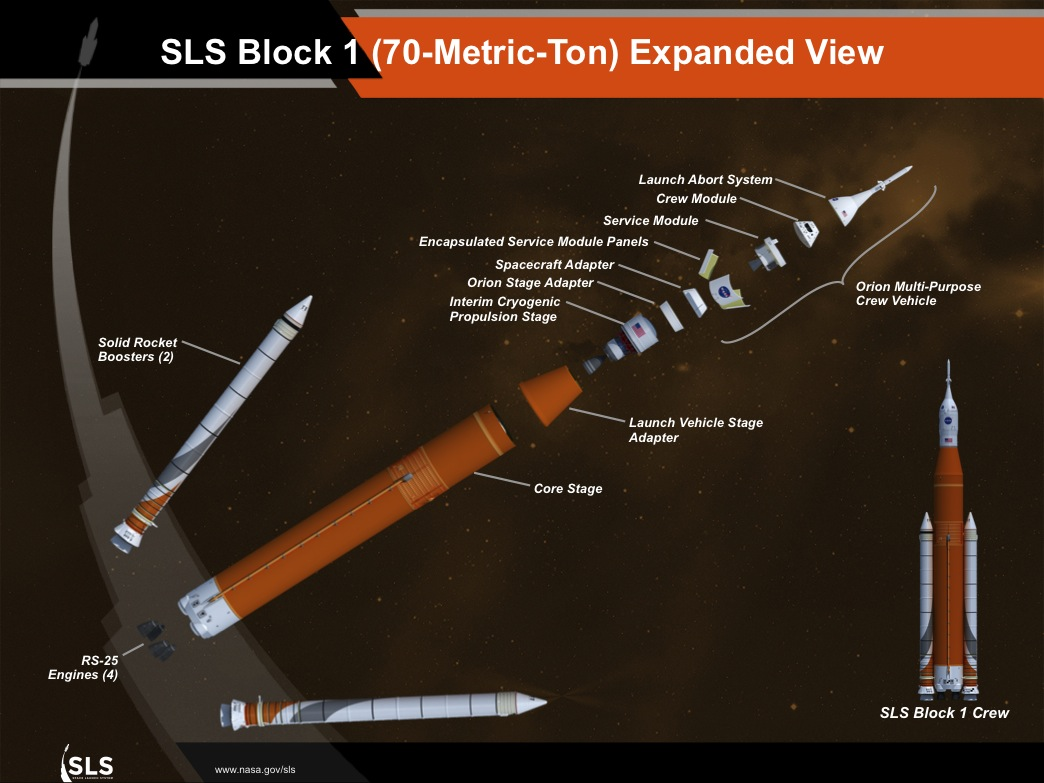
«Block1» вариант ракеты SLS

Space Launch System — сверхтяжёлая ракета-носитель, используемая для запуска космического корабля «Орион» с Земли на окололунную орбиту.

### Космический корабль
Орион — транспортное средство для экипажа, используемое во всех экспедициях программы «Артемида». Он доставит экипаж с Земли на орбиту станции Gateway и вернёт его обратно на Землю.

## Связанные экспедиции
Помимо экспедиции Artemis II по программе НАСА «Артемида» будут запущены и другие. Они приведены в таблице ниже.
| Связанные экспедиции | Связанные экспедиции                                                                      | Связанные экспедиции          | Связанные экспедиции           |
| Название экспедиции  | Задачи экспедиции                                                                         | Дата                          | Дата                           |
| Название экспедиции  | Задачи экспедиции                                                                         | запуска                       | посадки                        |
| -------------------- | ----------------------------------------------------------------------------------------- | ----------------------------- | ------------------------------ |
| Артемида-1           | Испытательный беспилотный полёт к Луне                                                    | 16 ноября 2022 года 06:47 UTC | 11 декабря 2022 года 17:40 UTC |
| Артемида-2           | Пилотируемый облёт Луны                                                                   | апрель 2026 года (план.)      | апрель 2026 года (план.)       |
| Артемида-3           | Посадка на Луну с экипажем                                                                | середина 2027 года (план.)    | середина 2027 года (план.)     |
| Артемида-4           | Доставка астронавтов на лунную орбитальную станцию Gateway и на поверхность Луны          | сентябрь 2028 года (план.)    | сентябрь 2028 года (план.)     |
| Артемида-5           | Посадка к южному полюсу Луны, доставка двух элементов на станцию Gateway                  | март 2030 года (план.)        | март 2030 года (план.)         |
| Артемида-6           | Посадка на Луну с экипажем, доставка шлюзового отсека                                     | март 2031 года (план.)        | март 2031 года (план.)         |
| Артемида-7           | Высадка на Луну с доставкой лунного крейсера                                              | март 2032 года (план.)        | март 2032 года (план.)         |
| Артемида-8           | Высадка на Луну с доставкой материально-технического снабжения и средств жизнеобеспечения | 2033 год (план.)              | 2033 год (план.)               |
| Артемида-9           | Высадка на Луну с доставкой лунной логистики                                              | 2034 год (план.)              | 2034 год (план.)               |
| Артемида-10          | Высадку на Луну, длительное пребывание на поверхности Луны                                | 2035 год (план.)              | 2035 год (план.)               |

## Многоразовость корабля «Орион»
Согласно замыслу НАСА, если после экспедиции «Артемида-2» удастся сохранить капсулу корабля «Орион», то её будут использовать вплоть до экспедиции «Артемида-14», в противном же случае для экспедиций «Артемида» 3—8 изготовят вторую капсулу и третью для «Артемид» 9—14.